# Tam, gdzie nie chadzają anioły (powieść)
Tam, gdzie nie chadzają anioły (ang. Where Angels Fear to Tread) – powieść społeczno-obyczajowa z 1905 brytyjskiego pisarza Edwarda Morgana Forstera.

## Treść
Na początku XX w. wdowa Lilia Herriton i Caroline Abbott, pochodzące z brytyjskich wyższych sfer, wyjeżdżają do Monteriano w Toskanii. Tam Lilia poślubia Gino Carellę. Jej rodzina jest sceptyczna względem nowego męża. Sama również orientuje się, że popełniła błąd, ponieważ mąż zaniedbuje ją i zdradza. Dodatkowo kobieta odkrywa, że jest w ciąży. Lilia umiera przy porodzie. Caroline postanawia przysposobić niemowlę, ale rodzina Herritonów jest temu przeciwna, ponieważ uważa, że dziecko powinno być wychowywane w ich domu.

## Ekranizacja
Tam, gdzie nie chadzają anioły (ang.  Where Angels Fear to Tread) – brytyjski film z 1991 w reżyserii Charlesa Sturridge’a.